# Ϫ
Cette page contient des caractères spéciaux ou non latins. S’ils s’affichent mal (▯, ?, etc.), consultez la page d’aide Unicode.
Ϫ (minuscule : ϫ), appelé djandja ou ḏanḏia, est une lettre de l’alphabet copte utilisée dans l’écriture du copte.

## Représentations informatiques
Le djandja peut être représenté à l’aide des caractères Unicode (Grec et copte) suivants :
| lettres   | représentations | chaînes de caractères | points de code | descriptions                   |
| --------- | --------------- | --------------------- | -------------- | ------------------------------ |
| majuscule | Ϫ               | Ϫ                     | U+03EA         | lettre majuscule copte djandja |
| minuscule | ϫ               | ϫ                     | U+03EB         | lettre minuscule copte djandja |